# Geranium farreri
Geranium farreri là một loài thực vật có hoa trong họ Mỏ hạc. Loài này được Stapf mô tả khoa học đầu tiên năm 1926.